# Силач (селище)
Силач (рос. Силач) — селище залізничної станції, підпорядковане місту Верхній Уфалей Челябінської області Російської Федерації.
Населення становить 160 осіб (2010).

## Історія
Згідно із законом від 26 серпня 2004 року органом місцевого самоврядування є Верхньоуфалейський міський округ.

## Населення
| 2002 | 2010 |
| ---- | ---- |
| 201  | ↘160 |